# Platyrrhinus albericoi
Platyrrhinus albericoi és una espècie de ratpenat de la família dels fil·lostòmids. Viu a Bolívia, Colòmbia, l'Equador i el Perú. El seu hàbitat natural són els boscos, on viu a altituds d'entre 1.480 i 2.500 msnm. Es tracta d'un animal frugívor. És una espècie en risc mínim, és a dir, no sembla que hi hagi cap amenaça significativa per a la seva supervivència. Fou anomenat en honor de Michael Alberico, que «dedicà la seva carrera a estudiar els mamífers de Colòmbia».